# Commandement régional central
Le commandement régional Central (hébreu : פיקוד מרכז, Pikud Merkaz), souvent abrégé Pakmaz (פקמ"ז), est un commandement régional de Tsahal responsable de la défense des unités et brigades situées en Cisjordanie (sous la division Cisjordanie (en)), à Jérusalem, Sharon, Gush Dan et Shéphélah.
Le commandant (Alouf) du commandement central est celui qui est autorisé à déclarer de nouvelles colonies israéliennes dans le « district de Judée et Samarie ».

## Histoire
Pendant la guerre israélo-arabe de 1948, le commandement central est chargé des efforts de guerre contre la Jordanie, en particulier sur la route de Jérusalem, occupant le « Petit Triangle » (Sharon oriental), Lod et Ramla. Pendant la guerre des Six Jours, le commandement dirige l'occupation de la Cisjordanie depuis la Jordanie. Depuis la première intifada, le commandement s'engage principalement dans des activités de sécurité et de lutte contre le terrorisme, ainsi que dans des mesures militaires plus conventionnelles, en Cisjordanie[réf. nécessaire].
Vers la fin de l’année 2010, le déploiement des troupes de Tsahal en Cisjordanie et aux alentours atteint un nouveau creux quantitatif, avec seulement la moitié du nombre de bataillons d’infanterie servant dans cette zone où des « dizaines » furent nécessaires lors de la première intifada.

## Organisation du commandement en 2023

Organisation du commandement central en 2023.

- Commandement régional central, Neve Yaakov
  -  98e division « Ha-Esh »
    -  35e brigade de parachutistes
    -  55e brigade de parachutistes « Hod Ha-Hanit » (réserve)
    -  89e brigade de commandos « Oz »
    -  551e brigade de parachutistes « Hetzei ha-Esch » (réserve)
    -  214e brigade d'artillerie

  -  99e division « Ha'Bazak » (réserve)
    -  11e brigade de commandos « Yiftach » (réserve)
    -  179e brigade blindée « Ram » (réserve)
    -  900e brigade d'infanterie « Kfir »
    -  646e brigade de parachutistes Schualey Marom » (réserve)
    -  Brigade logistique divisionnaire
    -  710e bataillon du génie de combat (réserve)
    -  Bataillon des transmissions de la 807e division

  -  877e division « Judée et Samarie »
    -  421e brigade territoriale « Ephraïm » – secteur Qalqilya
    -  426e brigade territoriale « Etzion » – secteur Bethléem
    -  431e brigade territoriale « Menashe » – secteurs de Jénine et Tulkarem
    -  434e brigade territoriale « Yehuda » – secteur Hébron
    -  442e brigade territoriale « Samaria » – secteur Naplouse
    -  443e brigade territoriale « Benjamin » – secteur Ramallah et Route 443

  -  417e brigade territoriale – secteur vallée du Jourdain
    - 41e bataillon d'infanterie frontalière (unisexe) « Jordan Lions »
    - 47e bataillon d'infanterie frontalière (unisexe) « Valley Guards »
    - 49e bataillon d'infanterie frontalière (unisexe) « Panther »

  -  Bataillon des transmissions du commandement central
  -  Unité centrale d'ingénierie de commandement
  -  Unité de renseignement du commandement central
  -  Unité 391 de la police militaire du commandement central
  -  Unité médicale du commandement central
  -  Unité 650 de maintenance du commandement central
  -  Base centrale d'entraînement du commandement « Lahish »
  -  5004e unité logistique